# Douya-Onoye
La Douya-Onoye est un département du sud-est du Gabon, dans la province de la Ngounié. Son chef-lieu est Mouila.